# Sleipnir
Sleipnir — кроссплатформенный браузер для обработки интернет-страниц на движке Blink. Поддерживает работу с расширениями Google Chrome. Sleipnir сочетает в себе разнообразные функциональные возможности, поддерживает аппаратное ускорение, сглаживание шрифтов, жесты мышью, визуальные вкладки. По данным StatCounter, на май 2014 года занимает восьмое место в Японии по популярности среди браузеров для ПК с долей 0,65 % пользователей.

## История
Появление Sleipnir стало возможным благодаря разработчику из Японии Ясуюки Касиваги (Yasuyuki Kashiwagi), однако первая версия интернет-браузера, созданная им в ноябре 2004 года, так и не вышла в свет, компьютер вместе с исходным кодом будущего веб-браузера был похищен, а в 2005 году, основанная им компания Fenrir & Co. анонсировала Sleipnir 2, который уже коренным образом отличался от первого варианта. Название, как самого браузера, так и компании, основанной Ясуюки Касиваги, создатель позаимствовал из германо-скандинавской мифологии.
С выходом версии Sleipnir 3.5.0.4000, интернет-браузер получил поддержку движка WebKit (Google Chrome, Safari, SRWare, Яндекс Браузер), при этом поддержка, использовавшегося ранее в качестве дополнения к Trident (Internet Explorer), браузерного движка Gecko (Mozilla Firefox) была прекращена.
26 марта 2013 года компанией представлен веб-браузер четвёртого поколения — Sleipnir 4.0, по-прежнему имеющий в своём распоряжении для отображения веб-страниц два движка: WebKit и Trident, получивший улучшения как в плане интерфейса, так и производительности. Эта версия также продолжает обновляться до текущей стабильной версии движка WebKit.
21 ноября 2013 года представлена пятая версия браузера — Sleipnir 5.0, отличающаяся оригинальным дизайном. Новый браузер использует для обработки веб-страниц единственный движок — тот же, что и Google Chrome — Blink (ранее WebKit), также введена возможность напрямую устанавливать (из магазина Chrome Web Store) и работать с теми же расширениями, что и Google Chrome.
29 мая 2014 года представлена шестая версия браузера — Sleipnir 6.0. Представлен улучшенный интерфейс работы со вкладками — FavTab, текущая линейка браузера также использует для обработки веб-страниц стабильные версии движка Blink и может напрямую работать с теми же расширениями, что и Google Chrome.